# Mafê Costa
Maria Fernanda de Oliveira da Silva Costa (Rio de Janeiro, 5 de setembro de 2002) é uma nadadora brasileira. Além de medalhista nos Jogos Pan-Americanos, ela conquistou o 4º lugar nos 400m livre e a 5º posição nos 200m livre, no Mundial de 2024, em Doha, e ficou em 7º lugar nos 400m livres nos Jogos Olímpicos de 2024.

## Carreira internacional

### 2017—20
Ela participou do Campeonato Mundial Júnior de Natação da FINA de 2019, realizado em Budapeste, Hungria.

### 2021–24
Mafe Costa obteve uma grande melhora quando passou a fazer parte da equipe que treina com Fernando Possenti, treinador Campeão Olímpico.
Em junho de 2023, foi campeã brasileira no Troféu Brasil nos 200m livre com o tempo de 1m57s76 e nos 400m livre com o tempo de 4m06s85.
No Campeonato Mundial de Esportes Aquáticos de 2023, realizado em Fukuoka, no Japão, ela chegou à final do revezamento 4 × 200 metros livre feminino, terminando na 8ª colocação. Ela também terminou em 12º nos 400 metros livre feminino, em 20º nos 200 metros livre feminino, e em 24º nos 200 metros borboleta feminino.
Nos Jogos Pan-Americanos de 2023, realizados em Santiago, Chile, conquistou três medalhas de prata nos 400 metros livres femininos com o tempo de 4m06s68 (perto do recorde sul-americano de Andreina Pinto, tempo de 4m06s02), na Nos 200 metros livre feminino com o tempo de 1m58s12, e no revezamento 4x200m livre onde o Brasil quase quebrou o recorde sul-americano, perdendo por pouco para os EUA.
No Campeonato Mundial de Esportes Aquáticos de 2024, ela se classificou para a final dos 400m livre com o 4º melhor tempo, quebrando o recorde sul-americano com o tempo de 4m05s52. Foi a primeira vez que uma brasileira chegou à final dos 400m livre no Mundial - Mafê chegou à final com a compatriota Gabrielle Roncatto. Na final, Mafê bateu novamente o recorde sul-americano, agora com a marca de 4m02s86, e terminou a prova na 4ª colocação, a apenas 0,47s do bronze, sendo este o melhor resultado de todos os tempos da natação feminina brasileira em Mundiais em eventos olímpicos. Nos 200m livre, Costa marcou 1m57s11 nas semifinais, quebrando o recorde sul-americano, obtendo o índice olímpico e o melhor resultado do Brasil na história da prova. Nos 200m livre feminino, o Brasil nunca havia classificado ninguém para uma final. Na final, Mafê voltou a superar seus limites, quebrando mais uma vez o recorde sul-americano, agora com o tempo de 1m56s85, e terminou na 5ª colocação, a 0,85 segundos da medalha de bronze. No revezamento 4 × 200 metros livre, a equipe composta por Maria Fernanda Costa, Stephanie Balduccini, Aline Rodrigues e Gabrielle Roncatto obteve um resultado histórico, alcançando o 4º lugar, melhor colocação do Brasil nesta prova no Mundial, destruindo o recorde sul-americano com a marca de 7:52,71. O quarteto formado por Costa, Balduccini, Rodrigues e Ana Carolina Vieira também terminou em 6º lugar nos 4x100m livre, igualando o melhor resultado do Brasil em campeonatos mundiais nesta prova.
Em 7 de maio de 2024, disputando a Seletiva Olímpica de Natação do Brasil, ela bateu o recorde sul-americano dos 200m livres com a marca de 1m56s37. Em 11 de maio, na mesma competição, ela bateu o recorde brasileiro dos 800m livres com o tempo de 8m28s92.

### Jogos Olímpicos de 2024
Nos Jogos Olímpicos de 2024 em Paris, Mafê Costa chegou à final dos 400m livres - desde 1948, uma brasileira não chegava à final desta prova nas Olimpíadas. Ela terminou em 7º lugar, em sua primeira participação olímpica, aos 21 anos de idade, enfrentando grandes nomes da natação como Ariarne Titmus, Summer McIntosh e Katie Ledecky. Ela também nadou os 200m livres, chegando à semifinal e terminando em 11º - foi a melhor posição da história do Brasil nos 200m livre feminino em Olimpíadas. Em ambas as provas, ela nadou próximo aos seus recordes sul-americanos. No revezamento 4x200m livre feminino, o Brasil se classificou para a final, onde ela abriu a prova batendo o recorde sul-americano com o tempo de 1m56s06. O Brasil terminou em 7º na final.

### 2024-28
No Troféu José Finkel, disputado em piscina curta, em agosto de 2024, ela bateu os recordes sul-americanos em piscina curta (25m) dos 200m livres (1m54s46) e dos 400m livres (3m59s33). 
No Campeonato Mundial de Natação em Piscina Curta de 2024, ela quebrou o recorde sul-americano nos 200 m livre, abrindo o revezamento 4x200 m livre brasileiro na final, com o tempo de 1m54s22. Ela terminou em 8º no revezamento, onde o Brasil conseguiu o tempo de 7m46s76, recorde sul-americano para a prova. Ela também terminou em 9º nos 400 m livre, 20º nos 800 m livre e 13º nos 200 m livre.

## Melhores resultados pessoais
- Atualizado até 28 de dezembro de 2024

| Prova      | Tempo   | Competição                 | Data                    | Nota(s)               |
| ---------- | ------- | -------------------------- | ----------------------- | --------------------- |
| 200m livre | 1m56s06 | Jogos Olímpicos de 2024    | 2 de agosto de 2024     | Recorde sul-americano |
| 400m livre | 4m02s86 | Campeonato Mundial de 2024 | 11 de fevereiro de 2024 | Recorde sul-americano |
| 800m livre | 8m28s92 | Seletiva Olímpica de 2024  | 11 de maio de 2024      | Recorde nacional      |

| Prova      | Tempo   | Competição                 | Data                   | Nota(s)               |
| ---------- | ------- | -------------------------- | ---------------------- | --------------------- |
| 200m livre | 1m54s22 | Campeonato Mundial de 2024 | 12 de dezembro de 2024 | Recorde sul-americano |
| 400m livre | 3m59s33 | Troféu José Finkel         | 13 de agosto de 2024   | Recorde sul-americano |